# Горд Мерфі
Горд Мерфі (англ. Gord Murphy; нар. 23 лютого 1967, Вілловдейл, Онтаріо) — колишній канадський хокеїст, що грав на позиції захисника. Грав за збірну команду Канади.
Провів понад 900 матчів у Національній хокейній лізі.

## Ігрова кар'єра
Хокейну кар'єру розпочав 1983 року.
1985 року був обраний на драфті НХЛ під 189-м загальним номером командою «Філадельфія Флаєрс».
Протягом професійної клубної ігрової кар'єри, що тривала 16 років, захищав кольори команд «Філадельфія Флаєрс», «Бостон Брюїнс», «Флорида Пантерс» та «Атланта Трешерс».
Загалом провів 915 матчів у НХЛ, включаючи 53 гри плей-оф Кубка Стенлі.
Виступав за збірну Канади, провів 6 ігор в її складі.

## Тренерська кар'єра
Як асистент головного тренера працював у командах НХЛ «Колумбус Блю-Джекетс», «Флорида Пантерс» (разом з ним співпрацював Крейг Ремзі) та «Філадельфія Флаєрс» (з 2014 року).
Також був асистентом головного тренера юніорської збірної Канади на чемпіонаті світу серед юніорів 2014 року, команда стала бронзовим призером чемпіонату.

## Статистика

### Клубні виступи
| Сезон        | Клуб                 | Ліга         | Регулярний сезон | Регулярний сезон | Регулярний сезон | Регулярний сезон | Регулярний сезон | Плей-оф | Плей-оф | Плей-оф | Плей-оф | Плей-оф |
| Сезон        | Клуб                 | Ліга         | І                | Г                | П                | О                | ШХ               | І       | Г       | П       | О       | ШХ      |
| ------------ | -------------------- | ------------ | ---------------- | ---------------- | ---------------- | ---------------- | ---------------- | ------- | ------- | ------- | ------- | ------- |
| 1983–84      | «Дон Міллс Флаєрс»   | MTХЛ         | 65               | 24               | 42               | 66               | 130              | —       | —       | —       | —       | —       |
| 1984–85      | «Ошава Дженералс»    | ОХЛ          | 59               | 3                | 12               | 15               | 25               | —       | —       | —       | —       | —       |
| 1985–86      | «Ошава Дженералс»    | ОХЛ          | 64               | 7                | 15               | 22               | 56               | 6       | 1       | 1       | 2       | 6       |
| 1986–87      | «Ошава Дженералс»    | ОХЛ          | 56               | 7                | 30               | 37               | 95               | 24      | 6       | 16      | 22      | 22      |
| 1986–87      | «Ошава Дженералс»    | МК           | —                | —                | —                | —                | —                | 3       | 0       | 3       | 3       | 9       |
| 1987–88      | «Герші Берс»         | АХЛ          | 62               | 8                | 20               | 28               | 44               | 12      | 0       | 8       | 8       | 12      |
| 1988–89      | «Філадельфія Флаєрс» | НХЛ          | 75               | 4                | 31               | 35               | 68               | 19      | 2       | 7       | 9       | 13      |
| 1989–90      | «Філадельфія Флаєрс» | НХЛ          | 75               | 14               | 27               | 41               | 95               | —       | —       | —       | —       | —       |
| 1990–91      | «Філадельфія Флаєрс» | НХЛ          | 80               | 11               | 31               | 42               | 58               | —       | —       | —       | —       | —       |
| 1991–92      | «Філадельфія Флаєрс» | НХЛ          | 31               | 2                | 8                | 10               | 33               | —       | —       | —       | —       | —       |
| 1991–92      | «Бостон Брюїнс»      | НХЛ          | 42               | 3                | 6                | 9                | 51               | 15      | 1       | 0       | 1       | 12      |
| 1992–93      | «Бостон Брюїнс»      | НХЛ          | 49               | 5                | 12               | 17               | 62               | —       | —       | —       | —       | —       |
| 1992–93      | «Провіденс Брюїнс»   | АХЛ          | 2                | 1                | 3                | 4                | 2                | —       | —       | —       | —       | —       |
| 1993–94      | «Флорида Пантерс»    | НХЛ          | 84               | 14               | 29               | 43               | 71               | —       | —       | —       | —       | —       |
| 1994–95      | «Флорида Пантерс»    | НХЛ          | 46               | 6                | 16               | 22               | 24               | —       | —       | —       | —       | —       |
| 1995–96      | «Флорида Пантерс»    | НХЛ          | 70               | 8                | 22               | 30               | 30               | 14      | 0       | 4       | 4       | 6       |
| 1996–97      | «Флорида Пантерс»    | НХЛ          | 80               | 8                | 15               | 23               | 51               | 5       | 0       | 5       | 5       | 4       |
| 1997–98      | «Флорида Пантерс»    | НХЛ          | 79               | 6                | 11               | 17               | 46               | —       | —       | —       | —       | —       |
| 1998–99      | «Флорида Пантерс»    | НХЛ          | 51               | 0                | 7                | 7                | 16               | —       | —       | —       | —       | —       |
| 1999–2000    | «Атланта Трешерс»    | НХЛ          | 58               | 1                | 10               | 11               | 38               | —       | —       | —       | —       | —       |
| 2000–01      | «Атланта Трешерс»    | НХЛ          | 27               | 3                | 11               | 14               | 12               | —       | —       | —       | —       | —       |
| 2001–02      | «Бостон Брюїнс»      | НХЛ          | 15               | 0                | 2                | 2                | 13               | —       | —       | —       | —       | —       |
| 2001–02      | «Провіденс Брюїнс»   | АХЛ          | 8                | 0                | 3                | 3                | 6                | —       | —       | —       | —       | —       |
| Усього в НХЛ | Усього в НХЛ         | Усього в НХЛ | 862              | 85               | 238              | 323              | 668              | 53      | 3       | 16      | 19      | 35      |
| Усього в ОХЛ | Усього в ОХЛ         | Усього в ОХЛ | 179              | 17               | 57               | 74               | 176              | 30      | 7       | 17      | 24      | 28      |
| Усього в АХЛ | Усього в АХЛ         | Усього в АХЛ | 72               | 9                | 26               | 35               | 52               | 12      | 0       | 8       | 8       | 12      |

### Збірна
| Рік                | Команда            | Турнір             |   | І | Г | П | О | ШХ |
| ------------------ | ------------------ | ------------------ | - | - | - | - | - | -- |
| 1998               | Канада             | ЧС                 | 6 | 1 | 0 | 1 | 2 |    |
| Національна збірна | Національна збірна | Національна збірна | 6 | 1 | 0 | 1 | 2 |    |